# Йоост, Индрек
Индрек Йоост (эст. Indrek Joost; 20 апреля 1979, Пярну) — эстонский футболист, полузащитник и нападающий.

## Биография
Взрослую карьеру начинал в низших лигах Эстонии в клубах из Пярну — «Пярну ЯК», «Тервис» и местном филиале «Левадии». В 2002 году вместе с пярнуской «Левадией» выступал в высшем дивизионе, дебютный матч сыграл 31 марта 2002 года против ТФМК, а первый гол забил 4 июня 2002 года в ворота «Лоотуса», по итогам сезона его клуб финишировал последним. В первой половине 2003 года футболист выступал за другой клуб высшей лиги — «Тулевик» (Вильянди).
Летом 2003 года вернулся в Пярну и присоединился к «Вапрусу». В 2004 году стал победителем зонального турнира второй лиги и его лучшим бомбардиром с 28 голами, в 2005 году — победитель первой лиги и третий бомбардир турнира (18 голов). С 2006 года на протяжении трёх лет выступал вместе с «Вапрусом» в высшей лиге. После вылета клуба из высшей лиги завершил профессиональную карьеру и в 2009 году играл только за дубль.
Всего в высшем дивизионе Эстонии сыграл 127 матчей и забил 17 голов.
По состоянию на 2020-е годы работает детским тренером в клубе «Пярну ЯК».